# The History of the Standard Oil Company
The History of the Standard Oil Company is een boek uit de Verenigde Staten geschreven door journaliste Ida Tarbell in 1904. Zij beschrijft hierin de oprichting van de Standard Oil Company en verhalen uit het leven van John D. Rockefeller, een van de oprichters van de Standard Oil Company. 
Het boek was geschreven om de monopolie van de Standard Oil Company op de Amerikaanse oliemarkt aan te kaarten. In 1911 bevestigde het Hooggerechtshof dat er inderdaad sprake was van een monopolie. Als maatregel werd de oliemaatschappij opgesplitst in zes kleinere bedrijven. Deze bedrijven werden verspreid over de staten New Jersey, New York, Ohio, Indiana en Californië.